# ICC U19-Cricket-Weltmeisterschaft 2006
Die ICC U19-Cricket-Weltmeisterschaft 2006 war die fünfte Austragung der vom International Cricket Council organisierten Junioren Cricket-Weltmeisterschaft und wurde vom 2. bis 15. Februar in Sri Lanka ausgetragen. Die Weltmeisterschaft wurde im One-Day International-Format ausgetragen, bei dem jedes Team jeweils ein Innings über maximal 50 Over bestritt. Im Finale konnte sich Pakistan mit 38 Runs gegen Indien durchsetzen.

## Teilnehmer
Neben den zehn Vollmitgliedern wurden weitere sechs Mannschaften durch Qualifikationsturniere festgelegt.
| - Australien - Bangladesch - England - Indien - Irland - Namibia - Nepal - Neuseeland | - Pakistan - Schottland - Simbabwe - Sri Lanka - Südafrika - Uganda - Vereinigte Staaten - West Indies |

## Format
In vier Vorrundengruppen spielte jeder gegen jeden, wobei ein Sieg zwei Punkte, ein Unentschieden oder ein No Result einen Punkt einbrachte. Die jeweils zwei besten Teams qualifizierten sich für die Hauptrunde, die im Playoff-Modus mit Viertel- und Halbfinale ausgetragen wurde. Die Verlierer des Viertelfinales spielten ebenfalls ein Halbfinale aus. Die jeweils beiden Gruppenletzten einer Gruppe der Vorrunde spielten in der Plate-Competition weiter. Auch diese wurde im Playoff-Modus ausgetragen, und im Plate-Finale ein Trostrundensieger bestimmt. 

## Vorrunde

### Gruppe A
Tabelle
| Gruppe A    | Sp. | S | N | NR | P | NRR    |
| ----------- | --- | - | - | -- | - | ------ |
| Bangladesch | 3   | 3 | 0 | 0  | 6 | +2.048 |
| Pakistan    | 3   | 2 | 1 | 0  | 4 | +2.108 |
| Neuseeland  | 3   | 1 | 2 | 0  | 2 | –0.631 |
| Uganda      | 3   | 0 | 3 | 0  | 0 | –3.253 |

### Gruppe B
Tabelle
| Gruppe B           | Sp. | S | N | NR | P | NRR    |
| ------------------ | --- | - | - | -- | - | ------ |
| Australien         | 3   | 3 | 0 | 0  | 6 | +2.253 |
| West Indies        | 3   | 2 | 1 | 0  | 4 | +0.768 |
| Südafrika          | 3   | 1 | 2 | 0  | 2 | –0.327 |
| Vereinigte Staaten | 3   | 0 | 3 | 0  | 0 | –2.676 |

### Gruppe C
Tabelle
| Gruppe A   | Sp. | S | N | NR | P | NRR    |
| ---------- | --- | - | - | -- | - | ------ |
| Indien     | 3   | 3 | 0 | 0  | 6 | +2.037 |
| Sri Lanka  | 3   | 2 | 1 | 0  | 4 | +1.170 |
| Namibia    | 3   | 1 | 2 | 0  | 2 | –1.315 |
| Schottland | 3   | 0 | 3 | 0  | 0 | –1.819 |

### Gruppe D
Tabelle
| Gruppe A | Sp. | S | N | NR | P | NRR    |
| -------- | --- | - | - | -- | - | ------ |
| Simbabwe | 3   | 3 | 0 | 0  | 6 | +0.937 |
| England  | 3   | 2 | 1 | 0  | 4 | +0.454 |
| Nepal    | 3   | 1 | 2 | 0  | 2 | –0.127 |
| Irland   | 3   | 0 | 3 | 0  | 0 | –1.264 |

## Hauptrunde

### Viertelfinale
| 11. Februar | Colombo (PSS) | Bangladesch 155 (48.2)        | – | England 156-5 (43.3) |
|             |               | England gewinnt mit 5 Wickets |   |                      |

| 11. Februar | Colombo (RPS) | Indien 284-9 (50)           | – | West Indies 158 (38.5) |
|             |               | Indien gewinnt mit 126 Runs |   |                        |

| 11. Februar | Colombo (NCC) | Simbabwe 181 (49.3)            | – | Pakistan 185-5 (48) |
|             |               | Pakistan gewinnt mit 5 Wickets |   |                     |

| 11. Februar | Colombo (SSC) | Sri Lanka 177 (46.3)             | – | Australien 178-1 (26.1) |
|             |               | Australien gewinnt mit 9 Wickets |   |                         |

### Halbfinale (5. – 8. Platz)
| 15. Februar Scorecard | Colombo (PSS) | West Indies 161 (37.2)            | – | Bangladesch 162-6 (33.1) |
|                       |               | Bangladesch gewinnt mit 4 Wickets |   |                          |

| 16. Februar Scorecard | Colombo (PSS) | Simbabwe 256-8 (50)             | – | Sri Lanka 259-2 (47.2) |
|                       |               | Sri Lanka gewinnt mit 8 Wickets |   |                        |

### Halbfinale (1. – 4. Platz)
| 15. Februar Scorecard | Colombo (RPS) | Indien 292-4 (50)           | – | England 58 (20.1) |
|                       |               | Indien gewinnt mit 234 Runs |   |                   |

| 17. Februar Scorecard | Colombo (RPS) | Pakistan 287-9 (50)           | – | Australien 124 (32.3) |
|                       |               | Pakistan gewinnt mit 163 Runs |   |                       |

### Spiel um den 5. Platz
| 18. Februar Scorecard | Colombo (SSC) | Bangladesch 278-8 (50)          | – | Sri Lanka 180 (44.5) |
|                       |               | Bangladesch gewinnt mit 98 Runs |   |                      |

Sri Lanka gewann den Münzwurf und entschied sich als Feldmannschaft zu beginnen. Als Spieler des Spiels wurde Mehrab Hossain ausgezeichnet.

### Finale
| 11. Februar Scorecard | Colombo (RPS) | Pakistan 109 (41.1)          | – | Indien 81 (18.5) |
|                       |               | Pakistan gewinnt mit 38 Runs |   |                  |

Pakistan gewann den Münzwurf und entschied sich als Schlagmannschaft zu beginnen. Als Spieler des Spiels wurde Anwar Ali ausgezeichnet.

## Trostrunde

### Trostrunden-Viertelfinale
| 14. Februar | Colombo (RPS) | Irland 304-9 (50)                | – | Neuseeland 305-7 (49.1) |
|             |               | Neuseeland gewinnt mit 3 Wickets |   |                         |

| 14. Februar | Colombo (SSC) | Namibia 219-8 (50)                       | – | Vereinigte Staaten 220-8 (49) |
|             |               | Vereinigte Staaten gewinnt mit 2 Wickets |   |                               |

| 14. Februar | Colombo (PSS) | Nepal 192-9 (50)          | – | Vereinigte Staaten 132 (44.3) |
|             |               | Nepal gewinnt mit 60 Runs |   |                               |

| 14. Februar | Colombo (NCC) | Südafrika 337-8 (50)           | – | Schottland 152 (40.4) |
|             |               | Südafrika gewinnt mit 185 Runs |   |                       |

### Trostrunden-Halbfinale (13. – 16. Platz)
| 15. Februar Scorecard | Colombo (NCC) | Namibia 115 (36.3)           | – | Irland 116-4 (29.2) |
|                       |               | Irland gewinnt mit 6 Wickets |   |                     |

| 17. Februar Scorecard | Colombo (PSS) | Uganda 214-9 (50)          | – | Schottland 145 (40) |
|                       |               | Uganda gewinnt mit 69 Runs |   |                     |

### Trostrunden-Halbfinale (9. – 12. Platz)
| 15. Februar Scorecard | Colombo (PSS) | Neuseeland 275-8 (50)           | – | Vereinigte Staaten 125 (29.3) |
|                       |               | Neuseeland gewinnt mit 170 Runs |   |                               |

| 16. Februar Scorecard | Colombo (NCC) | Nepal 214-8 (50)         | – | Südafrika 212-5 (50) |
|                       |               | Nepal gewinnt mit 2 Runs |   |                      |

### Spiel um den 13. Platz
| 18. Februar Scorecard | Colombo (NCC) | Uganda 165-8 (50)            | – | Irland 166-4 (35.5) |
|                       |               | Irland gewinnt mit 6 Wickets |   |                     |

Uganda gewann den Münzwurf und entschied sich als Schlagmannschaft zu beginnen. Als Spieler des Spiels wurde Eoin Morgan ausgezeichnet.

### Trostrunden-Finale
| 11. Februar Scorecard | Colombo (PSS) | Neuseeland 204 (49.2)      | – | Nepal 205-9 (49.4) |
|                       |               | Nepal gewinnt mit 1 Wicket |   |                    |

Neuseeland gewann den Münzwurf und entschied sich als Schlagmannschaft zu beginnen. Als Spieler des Spiels wurde Basant Regmi ausgezeichnet.

## Abschlussrangliste
| Pl. | Team               |
| --- | ------------------ |
| 1   | Pakistan           |
| 2   | Indien             |
| 3   | Australien         |
| 4   | England            |
| 5   | Bangladesch        |
| 6   | Sri Lanka          |
| 7   | Simbabwe           |
| 8   | West Indies        |
| 9   | Nepal              |
| 10  | Neuseeland         |
| 11  | Südafrika          |
| 12  | Vereinigte Staaten |
| 13  | Irland             |
| 14  | Uganda             |
| 15  | Namibia            |
| 16  | Schottland         |